# Cirkumpolär (astronomi)

Cirkumpolära stjärnor.

Ett objekt på stjärnhimlen som är cirkumpolärt går aldrig ner under horisonten.
Vilka stjärnor som är cirkumpolära på en viss ort beror på ortens latitud. För att stjärnan skall vara cirkumpolär krävs att dess deklination är större än 90 grader minus ortens latitud (för nordliga latituder), eller mindre än -90 grader minus ortens latitud (för sydliga, dvs negativa, latituder).
På ekvatorn är inga stjärnor cirkumpolära - alla stjärnor går upp och ned sett därifrån.
Vid polerna går inga stjärnor upp eller ned, utan halva himlen är ständigt ovanför horisonten medan andra halvan av himlen ständigt är under horisonten. Vid nordpolen är hela norra stjärnhimlen ständigt ovanför horisonten medan hela södra stjärnhimlen ständigt är under horisonten, och vid sydpolen är det tvärtom.
Tar man hänsyn till ljusets brytning i jordens atmosfär (som uppgår till ca 0,6 grader vid horisonten) blir bilden aningen annorlunda: vid ekvatorn finns det då två små områden på himlen som är cirkumpolära: ett område, ca 1,2 grader i diameter, runt varje himmelspol.